# National Sporting Club
Das National Sporting Club (NSC) ist eine  ehemalige renommierte Boxorganisation. Sie wurde am 5. März im Jahre 1891 von John Fleming und Peggy Bettinson in der englischen Hauptstadt London gegründet. Hugh Lowther war der erste Präsident.

## Details
Die organisierten Wettkämpfe dieses Verbandes wurden nach sehr strengen Regeln geführt. So durften zum Beispiel die beiden gegeneinander im Kampf antretenden Boxer nicht sprechen. Auch generell wurden Sportsgeist und Fairplay großgeschrieben.
1909 wurde vom Präsidenten des Klubs „der aus Porzellan und 22 Karat Gold bestehende Lonsdale Gürtel“ als Preis für den Gewinn der Britischen Meisterschaft der jeweiligen Gewichtsklassen eingeführt.
Ziel der Organisation war es, sich weiterzuentwickeln, auf globaler Ebene bekannter und beachtlicher zu werden. Sie löste sich jedoch im Jahre 1929 auf. Noch im selben Jahr wurde der Verband als British Boxing Board of Control (BBBofC) neu gegründet. Die meisten Funktionäre der neu gegründeten Organisation waren hochrangige Mitglieder der NSC gewesen.